# Issiglio
Issiglio (Isèj in piemontese) è un comune italiano di 431 abitanti della città metropolitana di Torino in Piemonte.

## Geografia fisica

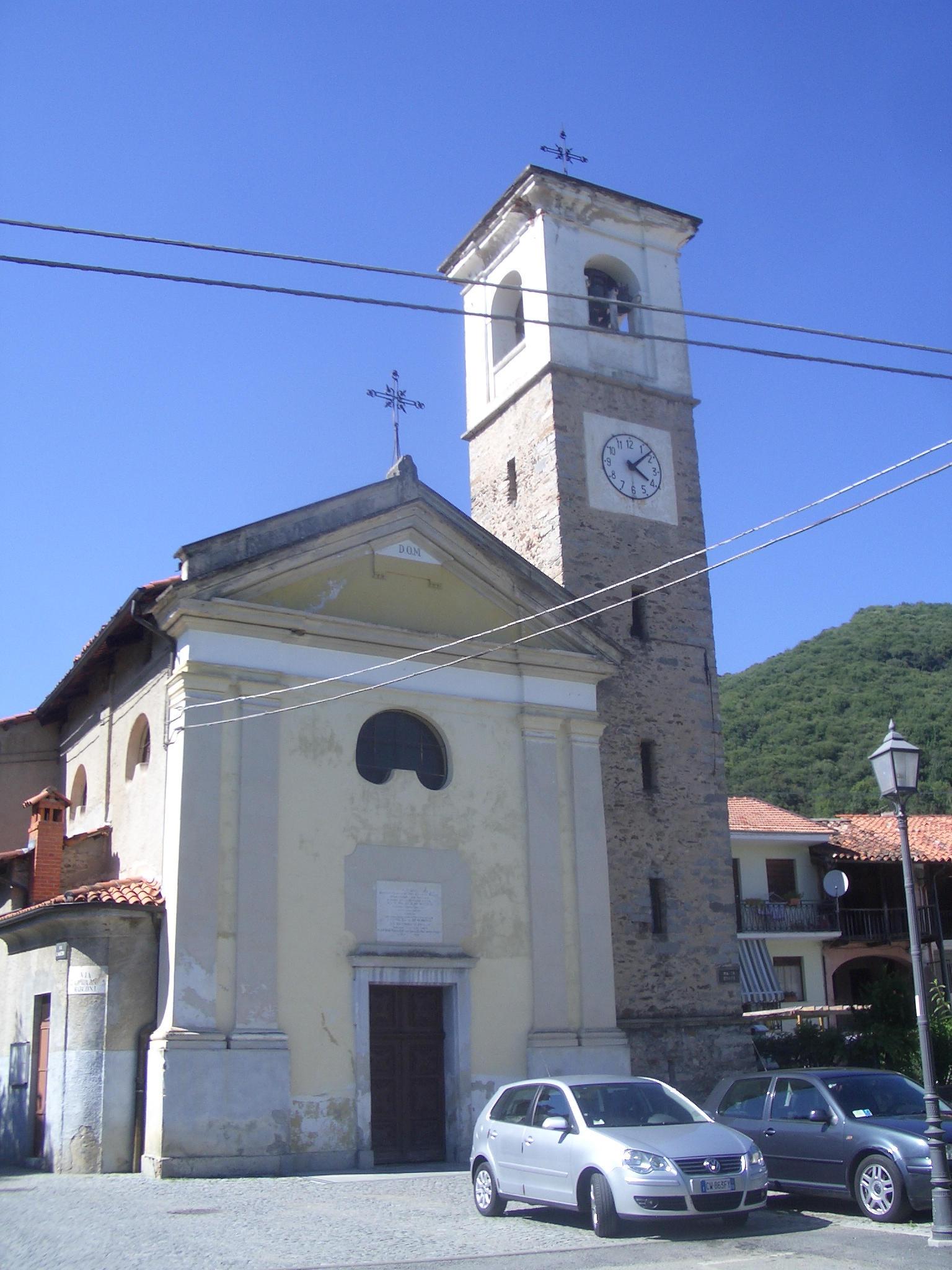
La chiesa parrocchiale

Issiglio si trova in Valchiusella in destra idrografica del torrente Savenca, nei pressi della sua confluenza con il torrente Chiusella.

## Storia

### Simboli
Lo stemma e il gonfalone del comune di Issiglio sono stati concessi con decreto del presidente della Repubblica del 2 dicembre 2010.
Il gonfalone è un drappo di bianco.

## Monumenti e luoghi d'interesse
- Chiesa parrocchiale di San Pietro in Vincoli
- Chiesa cimiteriale di San Pietro in Vincoli. Di origine romanica (XI secolo), conserva al suo interno affreschi del XV secolo
- Vecchia casa comunale, sede del Museo di vita alpina

## Società

### Evoluzione demografica
Abitanti censiti

## Amministrazione
Di seguito è presentata una tabella relativa alle amministrazioni che si sono succedute in questo comune.
| Periodo        | Periodo        | Primo cittadino           | Partito                     | Carica  | Note  |
| -------------- | -------------- | ------------------------- | --------------------------- | ------- | ----- |
| 1º giugno 1985 | 29 maggio 1990 | Pietro Fiocone            | -                           | Sindaco | [ 6 ] |
| 29 maggio 1990 | 24 aprile 1995 | Pietro Fiocone            | Partito Socialista Italiano | Sindaco | [ 6 ] |
| 24 aprile 1995 | 14 giugno 1999 | Pietro Fiocone            | sinistra                    | Sindaco | [ 6 ] |
| 14 giugno 1999 | 14 giugno 2004 | Pietro Fiocone            | centro-sinistra             | Sindaco | [ 6 ] |
| 14 giugno 2004 | 8 giugno 2009  | Ottavio Olivieri          | sinistra                    | Sindaco | [ 6 ] |
| 8 giugno 2009  | 26 maggio 2014 | Pietro Fiocone            | lista civica                | Sindaco | [ 6 ] |
| 26 maggio 2014 | 27 maggio 2019 | Antonio Oberto Petto      | lista civica Issiglio       | Sindaco | [ 6 ] |
| 27 maggio 2019 | in carica      | Sergio Pier Antonio Vigna | lista civica Insieme si può | Sindaco | [ 6 ] |

### Altre informazioni amministrative
Il comune faceva parte della Comunità montana Val Chiusella, Valle Sacra e Dora Baltea Canavesana.